# Pernilla Andersson (Musikerin)

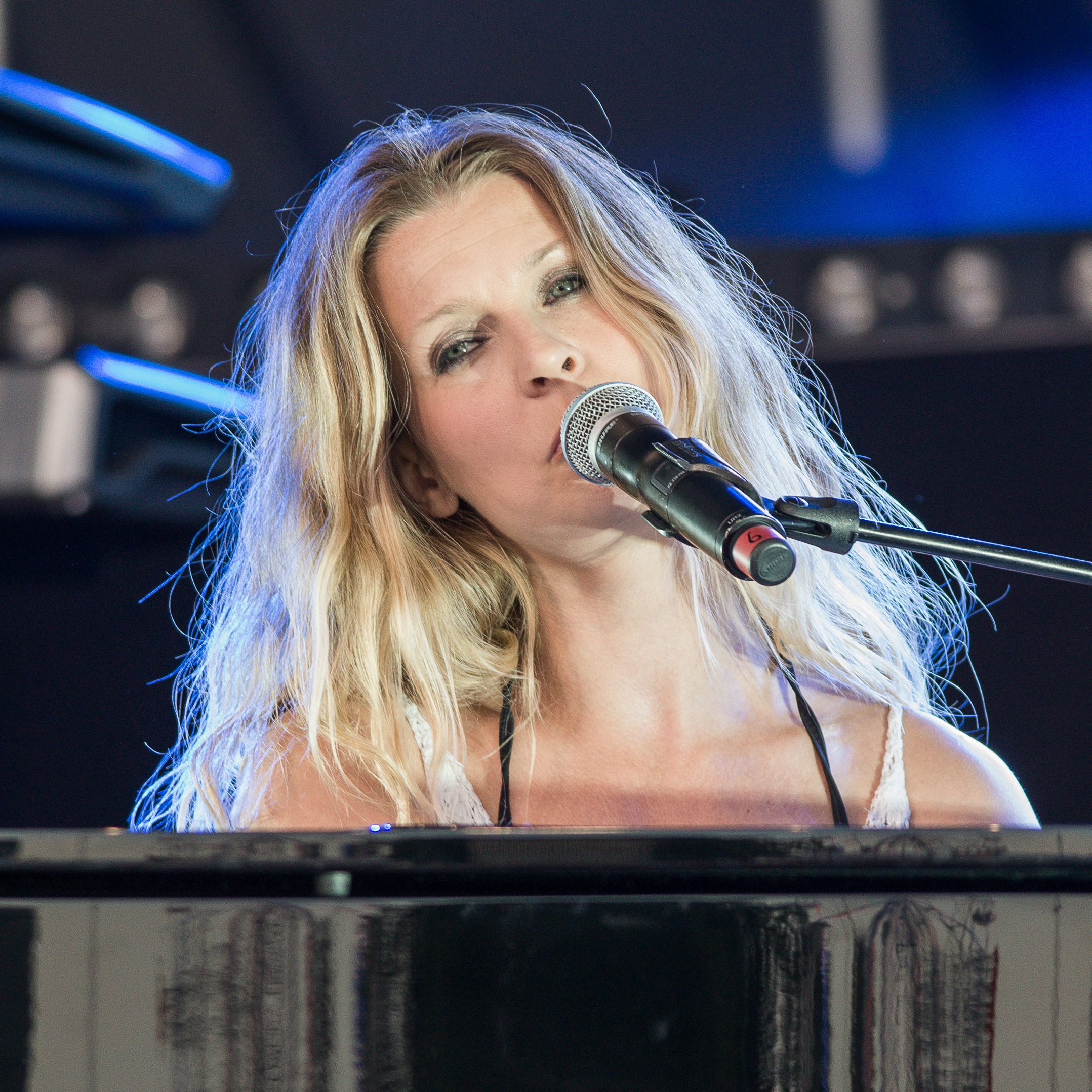
Pernilla Andersson (2014)

Pernilla Maria Theresa Andersson Dregen (* 10. Dezember 1974 in Stockholm) ist eine schwedische Singer-Songwriterin, Pianistin und Produzentin.

## Leben
Pernilla Andersson wurde am 10. Dezember 1974 in Stockholm geboren und wuchs in Hässleholm und Kristianstad auf. 2009 heiratete sie den schwedischen Gitarristen (u. a. Backyard Babies und The Hellacopters) Andreas Tyrone Svensson, bekannt als Dregen. Am 1. Juni 2015 gaben Dregen und Pernilla ihre Trennung bekannt.

### Karriere

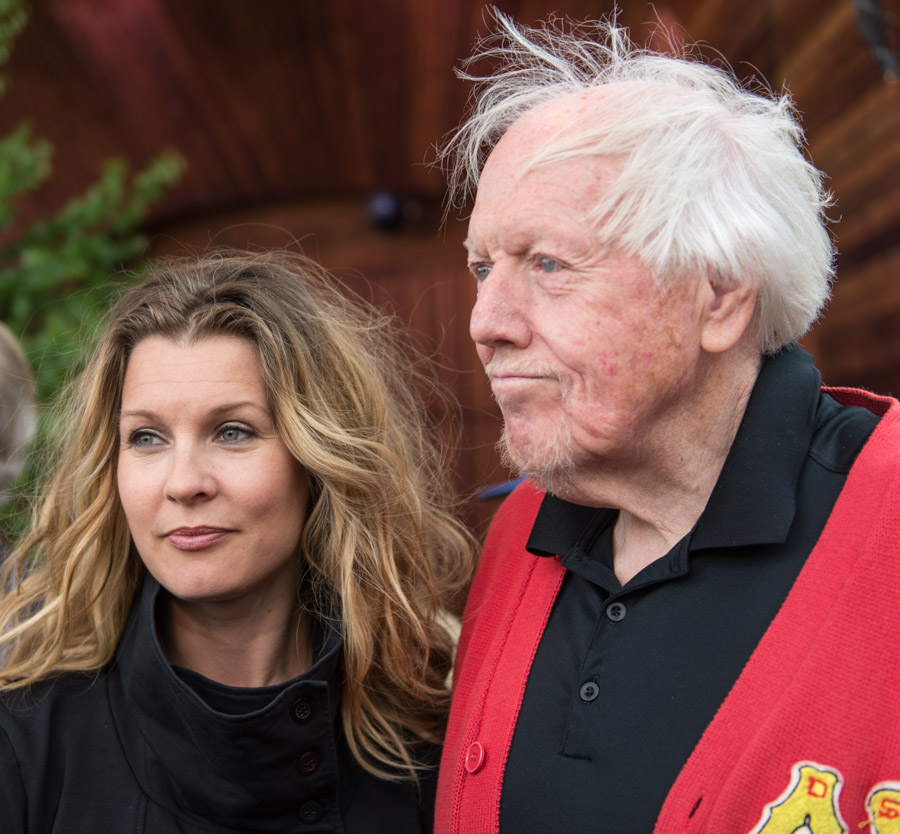
Svante Thuresson und Pernilla Andersson (2015)

Andersson begann ihre Karriere mit dem Schreiben und Produzieren von Liedern für Svante Thuresson. Als Pianistin tourte sie mit Thomas Di Leva. 2001 erhielt sie ein SKAP-Stipendium.
2011 nahm Andersson am Melodifestivalen, der schwedischen Vorentscheidung für den Eurovision Song Contest 2011 in Düsseldorf teil. Sie kam mit dem Lied Desperados bis in die Andra Chansen-Runde, schaffte es jedoch nicht bis ins Finale. 2016 nahm sie mit dem Lied Mitt guld (dt. Mein Gold) erneut beim Melodifestivalen teil, qualifizierte sich im ersten Semifinale am 7. Februar 2016 jedoch nicht für die nächste Runde.

## Diskografie

### Alben
| Jahr | Titel                                               | Höchstplatzierung, Gesamtwochen, AuszeichnungChartsChartplatzierungen (Jahr, Titel, Platzierungen, Wochen, Auszeichnungen, Anmerkungen) | Anmerkungen |
| Jahr | Titel                                               | SE | Anmerkungen |
| ---- | --------------------------------------------------- | --- | ----------- |
| 2007 | Baby Blue                                           | SE19 (1 Wo.)SE |             |
| 2008 | Gör dig till hund                                   | SE34 (2 Wo.)SE |             |
| 2009 | Ashbury Apples                                      | SE25 (3 Wo.)SE |             |
| 2010 | Ö                                                   | SE5 (25 Wo.)SE |             |
| 2012 | Det är en spricka i allt det är så ljuset kommer in | SE2 (7 Wo.)SE |             |
| 2016 | Tiggrinnan                                          | SE5 (3 Wo.)SE |             |
| 2021 | Samma dag som Elvis                                 | SE18 (1 Wo.)SE |             |

Weitere Alben
- 1999: My Journey
- 2000: All Smiles
- 2004: Cradlehouse

### Singles
| Jahr | Titel Album | Höchstplatzierung, Gesamtwochen, AuszeichnungChartsChartplatzierungen (Jahr, Titel, Album, Platzierungen, Wochen, Auszeichnungen, Anmerkungen) | Anmerkungen |
| Jahr | Titel Album | SE | Anmerkungen |
| ---- | ----------- | --- | ----------- |
| 2011 | Desperados  | SE57 (1 Wo.)SE |             |

Weitere Singles
- 2016: Mitt guld